# Casimiro de Abreu
Casimiro de Abreu, portugalski pesnik, pisatelj in akademik, * 4. januar 1839, Barra de São João, Brazilija, † 18. oktober 1860, Nova Friburgo, Brazilija.
Abreu velja za enega najbolj poznanih in pomembnih brazilskih pesnikov. Bil je član Academia Brasileira de Letras. Leta 1938 so njegov rojstni kraj poimenovali po njem.